# 陳文彬
陳文彬（1969年3月10日—），台湾彰化縣鹿港鎮人。曾獲台北電影節最佳男主角獎、金馬獎最佳原著劇本獎等。曾擔任立法院助理、台中縣政府秘書、中州科技大學副教授，以及彰化縣文化局局長等。曾任總統府副總統賴清德辦公室主任，目前為專業導演及演員。

## 學歷
1969年生，彰化縣鹿港鎮鹿港國小、頂番國小、彰安國中、彰化高中、精誠中學、實踐大學服裝設計學系、世新大學社會發展研究所碩士畢業。

## 經歷
畢業後從事環境、社區運動，後擔任媒體記者、國會助理、1999年進駐921地震區石岡鄉協助災後重建，任台中縣政府秘書、2016接受徵召參選第九屆立法委員、彰化縣文化局局長、2018接受徵召參選彰化縣和美鎮鎮長選舉。2020副總統賴清德辦公室主任等工作。

## 社會公共參與
陳文彬成年前生活於鹿港，自1987年始由參與鹿港反杜邦運動，曾參與反國光石化、反大埔事件，以及反中科四期等工作。
陳文彬於1996年曾參與聯合國計畫，赴戰亂中的柬埔寨協助兒童之家籌設與婦女救援行動。並於1999年921地震時，進駐災區台中縣石岡鄉協助災區重建工作，後擔任台中縣921震災重建委員會秘書。
陳文彬曾擔任「台灣油症受害者支持協會」秘書長，為多氯聯苯中毒事件受害者争取权益，以協助油症受害者維護權益。
任「社團法人油症受害者支持協會」秘書長（第3、4屆）、理事長（第5、6屆）、「台灣護樹盟協會」理事長（第5屆）、「台灣好德公益文化協會」秘書長（第1、2屆）、彰化縣好德做工行善團協會秘書長(第3屆)。任教於彰化中州科技大學視訊傳播學系副教授。

## 政治參與
陳文彬曾擔任民主進步黨黨籍候選人，如葉菊蘭、陳水扁、陳菊、賴清德、羅文嘉、蔡其昌等人的輔選幹部。
陳文彬曾擔任立委王拓助理、立委邱創進辦公室主任、台中縣政府秘書等職務，於2014年擔任魏明谷參選彰化縣長選舉的文宣部負責人。

### 參選2016年立法委員
2015年4月1日，陳文彬於鹿港公會堂前召開記者會，宣布參加民進黨彰化縣第一選區立委徵召提名。
2015年6月17日，陳文彬獲民進黨徵召參選彰化縣第一選舉區立法委員。
2015年11月8日，陳文彬向台湾领导人馬英九抗議，高舉「反對馬英九綁架民意」等牌子和布條，反对馬英九。
2015年12月11日，陳文彬競選總部於鹿港街頭掛上「我是柯文哲，我支持陳文彬」看板。
2016年1月16日，陳文彬在選舉過程中獲陳菊、賴清德、柯文哲、鄭文燦、吳晟、潘孟安等人支持，但最終仍以43%的得票率不敵王惠美。
| 2016年中華民國立法委員選舉選舉結果 | 2016年中華民國立法委員選舉選舉結果 | 2016年中華民國立法委員選舉選舉結果 | 2016年中華民國立法委員選舉選舉結果 | 2016年中華民國立法委員選舉選舉結果 | 2016年中華民國立法委員選舉選舉結果 |
| 號次                               | 候選人                             | 政黨                               | 得票數                             | 得票率                             | 當選標記                           |
| ---------------------------------- | ---------------------------------- | ---------------------------------- | ---------------------------------- | ---------------------------------- | ---------------------------------- |
| 1                                  | 陳文彬                             | 民主進步黨                         | 72,003                             | 43.80%                             |                                    |
| 2                                  | 王惠美                             | 中國國民黨                         | 92,373                             | 56.19%                             |                                    |
| 選舉人數                           | 選舉人數                           | 選舉人數                           | 247,505                            | 247,505                            | 247,505                            |
| 投票數                             | 投票數                             | 投票數                             | 168,863                            | 168,863                            | 168,863                            |
| 有效票                             | 有效票                             | 有效票                             | 164,376                            | 164,376                            | 164,376                            |
| 無效票                             | 無效票                             | 無效票                             | 4,487                              | 4,487                              | 4,487                              |
| 投票率                             | 投票率                             | 投票率                             | 68.23%                             | 68.23%                             | 68.23%                             |

2016年5月18日，2016年中華民國總統就職典禮進行彩排，其中一段節目〈台灣民主進行曲〉安排臨時演員高舉「今天拆大埔，明天拆政府」、「核電歸零」等抗議標語重現社運抗爭場景，引發社運界抨擊民進黨把人民抗爭當成執政嘉年華。陳文彬在臉書評論，每一句標語背後可能是一個家庭的破滅、一條人命、一個社區的支離破碎，他質疑〈台灣民主進行曲〉的規劃者與演員們有無想過抗爭現場受迫害者的心情，他質問「社運是拿來表演、說嘴的嗎」。
2016年4月17日，彰化農業倉庫遭到無預警拆除，時任彰化縣文化局局長吳蘭梅意外透露拆除農倉，是為了在拆掉後的現址改建觀光工廠，縣長魏明谷還為此還曾帶領農會幹部到台北爭取到一筆改建經費。

### 擔任彰化縣文化局局長
2016年7月1日，由曾經聲援過彰化農倉保存的陳文彬接任彰化縣文化局局長，吳蘭梅則調為勞工處處長。

#### 任內爭議

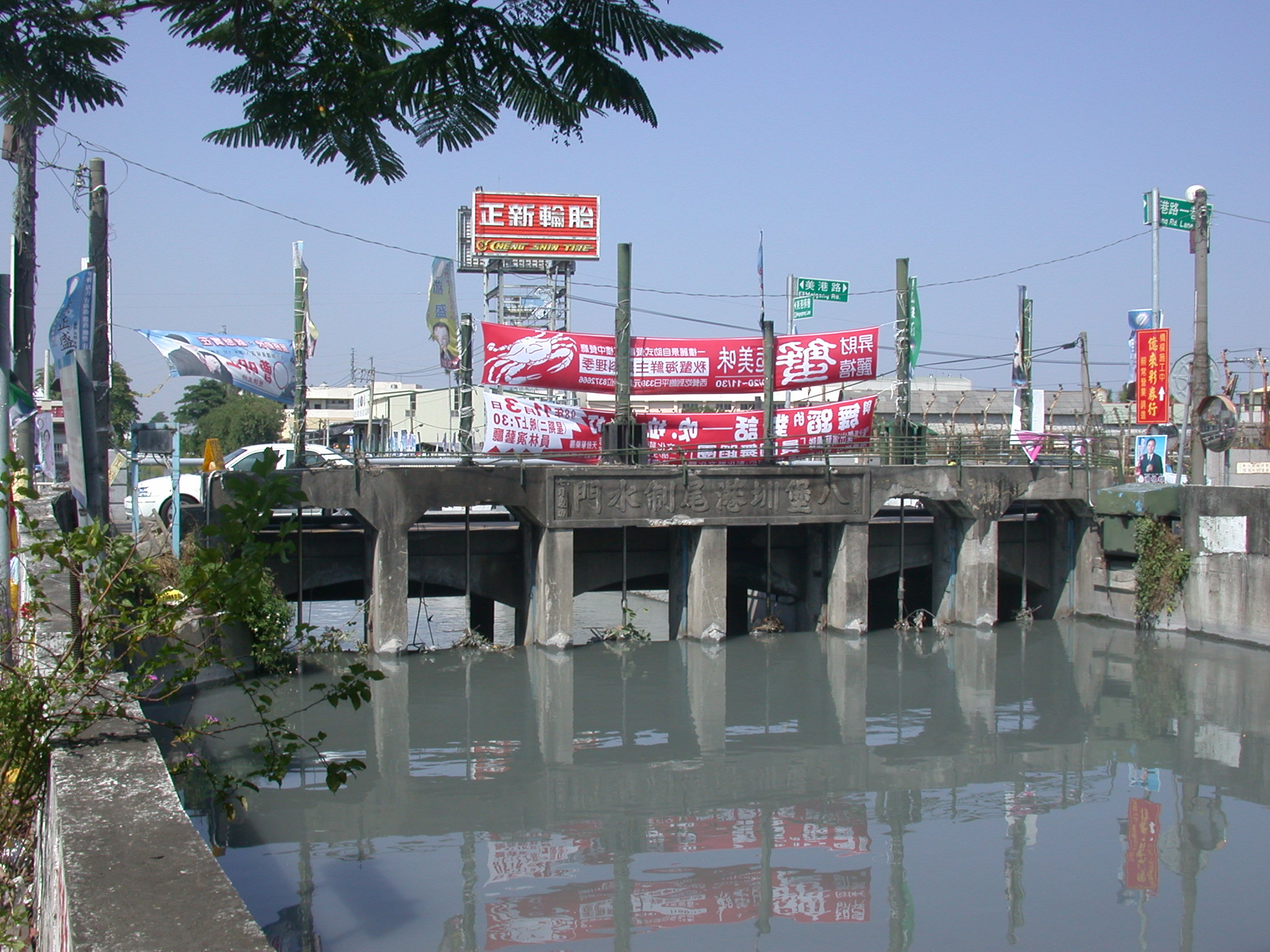
陳文彬任內八堡圳港尾制水門因改善水患工程拆除，完工後再安裝回去。

陳文彬甫上任彰化縣文化局長時，發生數件彰化縣具有文化資產潛力的私有建築遭拆除事件，包括杜錫圭故居、大新商社、松竹堂、「醇情時刻」咖啡館、許梅舫古厝、東芳樓等，引起文化團體與部分民眾不滿，後陳文彬於採訪中表示，自己在地方文資治理及判斷能力不足，他不會閃躲任何責任，會自請最嚴厲處分。
在其任內，八堡圳港尾制水門在文資提報列冊後隨即遭到拆除。陳文彬解釋，在拆除前已經經過文資審議與三次專案會議同意，待新橋完工後再安裝回去。但文化工作者認為港尾制水門在列冊追蹤審議後，就遭到拆解、遷移，為往後的文資提報案開了惡例。
文資團體認為，彰化縣文化局確實針對該案進行了列冊審議。但在提報的六個月期間並未完成有形文化資產審議程序，僅由三位文資委員出任的專案小組審查，恐過於便宜行事。彰化縣文化局表示，由於該地區有嚴重的水患問題，威脅人民生命財產的安全，在公共安全的考量下，彰化縣政府「石笱排水支線第3期改善及橋梁改建工程」，應在枯水期先行施作，故由彰化縣政府有形文化資產審議委員會，授權的專案小組審查其保存施作方式，以保存本縣文化資產。

### 參選2018年彰化縣和美鎮鎮長
2018年8月11日，獲民進黨徵召參選和美鎮長，請辭彰化縣文化局長一職投入選戰，後僅獲29.9%得票率，敗給獲得70.1%得票的國民黨籍候選人，同時也為尋求連任的和美鎮長阮厚爵。
| 2018年中華民國地方公職人員選舉選舉結果 | 2018年中華民國地方公職人員選舉選舉結果 | 2018年中華民國地方公職人員選舉選舉結果 | 2018年中華民國地方公職人員選舉選舉結果 | 2018年中華民國地方公職人員選舉選舉結果 | 2018年中華民國地方公職人員選舉選舉結果 |
| 號次                                   | 候選人                                 | 政黨                                   | 得票數                                 | 得票率                                 | 當選標記                               |
| -------------------------------------- | -------------------------------------- | -------------------------------------- | -------------------------------------- | -------------------------------------- | -------------------------------------- |
| 1                                      | 陳文彬                                 | 民主進步黨                             | 14,494                                 | 29.90%                                 |                                        |
| 2                                      | 阮厚爵                                 | 中國國民黨                             | 33,979                                 | 70.09%                                 |                                        |
| 選舉人數                               | 選舉人數                               | 選舉人數                               | 72,540                                 | 72,540                                 | 72,540                                 |
| 投票數                                 | 投票數                                 | 投票數                                 | 49,951                                 | 49,951                                 | 49,951                                 |
| 有效票                                 | 有效票                                 | 有效票                                 | 48,473                                 | 48,473                                 | 48,473                                 |
| 無效票                                 | 無效票                                 | 無效票                                 | 1,478                                  | 1,478                                  | 1,478                                  |
| 投票率                                 | 投票率                                 | 投票率                                 | 68.86%                                 | 68.86%                                 | 68.86%                                 |

### 擔任賴清德幕僚

#### 2020民進黨總統初選
根據報載，陳文彬在2020年民主進步黨總統提名選舉時，是總統提名參選人賴清德的重要策士，也擔任賴陣營的發言人，陳文彬對蔡陣營於中執會俠人數優勢強勢修改初選辦法的作為十分不滿，於臉書發文批評蔡英文總統陣營「看到今天民進黨變成這樣，我真的很傷心難過」、「民主是數人頭不是數拳頭！人頭裡面有腦子，拳頭裡面沒有腦子」，他於文內勸「今天的中執會，奉勸千萬別用強硬的拳頭來強渡關山！」，並嘆「歷史會記住這一天」。
後雖賴清德並未於民主進步黨2020年總統提名選舉出線擔任總統候選人，但於民進黨內部商議該屆不分區立委名單時，傳出賴清德推薦陳文彬老婆古秀妃進入立委名單的新聞，但陳文彬否認，並在臉書上其妻澄清賴清德與古秀妃並不相識。

#### 出任副總統辦公室主任
2020年5月20日，賴清德宣示就職中華民國第15任副總統，並延攬陳文彬擔任其辦公室主任。

## 現況
近年參與影視劇本創作、表演及導演工作。

## 導演、工作經歷年表
| 年份   | 單位/片名                                           | 職務                 | 合 作 夥伴             | 備 註 |
| 1993年 | 大彰化民主電視台（今彰化縣三大有線電視前身）        | 新聞部主任           |                        | |
| 1994年 | 「腦振盪影像傳播文化公司」                          | 創辦人之一           | 李疾、王育麟           | 拍攝廣告、劇情短片，同時整理綠色小組影像資料將VHS轉為BETACAM工作                                                                     |
| 1995年 | 立法委員王拓辦公室                                  | 國會助理             |                        | 專責教育部、文建會及新聞局影視輔導金相關法案，推動將紀錄片列入輔導金補助對象                                                         |
| 1998年 | 台灣國際紀錄片雙年展                                | 創建人之一           | 王拓、向家弘、李疾等人 | |
| 1999年 | 「石岡人家園再造發展協會」                          |                      | 差事劇團               | 九二一地震進駐台中縣石岡鄉，推動成立「石岡人家園再造發展協會」。籌建石岡土牛客家文化館。同差事劇團協助「石岡媽媽劇團」成立表演等工作 |
| 2000年 | 台中縣政府                                          | 秘書                 |                        | 協助推動災區重建、創設洪醒夫文學獎、推動屯區藝文中心設置等表演藝術政策                                                               |
| 2002年 | 愛達普生文化傳播有限公司                            | 創意監製             |                        | 投入影像工作，從場務到執行導演 |
| 2003年 | 鄭文堂導演公共電視台連續劇《寒夜續曲》              | 副導演               |                        | |
| 2004年 | 獲電影輔導金拍攝九二一重建紀錄片作品《家》          |                      |                        | 35mm |
| 2004年 | 公共電視《甜甜的所在》                              | 紀錄片企畫           |                        | |
| 2004年 | 「公共電視《百年古圳－水路八堡圳》                  | 紀錄片導演           |                        | |
| 2004年 | 劇情片公視「人生劇展」單元戲劇《奔馳的縱貫線》      | 編劇、導演           |                        | |
| 2005年 | 拾荒者文化股份有限公司                              | 導演                 |                        | |
| 2005年 | 鄭文堂導演作品《深海》                              | 執行製片             |                        | |
| 2006年 | 光之路電影文化事業有限公司                          | 負責人               |                        | |
| 2007年 | 電影短片《泰雅千年》                                | 導演                 |                        | |
| 2008年 | 電影《不能沒有你》                                  | 製作人、編劇、男主角 |                        | |
| 2009年 | 公共電視周美玲導演電視電影《搏浪》                  | 配角                 |                        | |
| 2010年 | 短片《溪水濁》                                      | 導演                 |                        | |
| 2010年 | 公共電視瞿友寧導演電視電影《我的爸爸是流氓》        | 男主角               |                        | |
| 2010年 | 公共電視周美玲導演電視連續劇《死神少女》            | 配角                 |                        | |
| 2010年 | 電視連續劇《黑貓大旅社》                            | 客串                 |                        | |
| 2010年 | 王墨林導演舞台劇《荒原》                            | 男主角               |                        | |
| 2011年 | 電影《靈魂的旅程》                                  | 編劇、導演           |                        | |
| 2011年 | 國家戲劇院、日本靜岡藝術節 鈴木忠志導演《茶花女》   | 演員                 |                        | |
| 2011年 | 民視連續劇《我可能不會愛你》                        | 配角                 |                        | (瞿友寧導演） |
| 2011年 | 電影《Life of Pi》                                  | 配角                 |                        | 美國哥倫比亞公司製作李安導演 |
| 2011年 | 公共電視連續劇《瑰寶1949》                          | 配角                 |                        | |
| 2011年 | 電視連續劇《拜金女王》                              | 客串                 |                        | |
| 2011年 | 差事劇團劇作《台北歌手》                            | 男主角               |                        | |
| 2011年 | 電影短片《南國日和》                                | 導演                 |                        | |
| 2012年 | 民視、八大電視連續劇《甜蜜巴士》                    | 配角                 |                        | 林清振導演 |
| 2012年 | 電影《手機的眼淚》                                  | 客串                 |                        | 張世豪導演 |
| 2012年 | 《親愛的奶奶》                                      | 客串                 |                        | 瞿友寧導演 |
| 2012年 | 電影《對面女孩殺過來》                              | 配角                 |                        | 謝易駿導演 |
| 2012年 | 《真愛100天》                                       | 配角                 |                        | 陳發中導演 |
| 2012年 | 電視連續劇《原來愛·就是甜蜜》                       | 配角                 |                        | |
| 2012年 | 紀錄片作品《此後》                                  | 導演                 |                        | |
| 2012年 | 紀錄片作品《蕉農古德福》                            | 導演                 |                        | |
| 2012年 | 《無名》                                            | 導演                 |                        | 高雄電影節作品 |
| 2012年 | 電影短片作品《蚵男不難》                            | 導演                 |                        | |
| 2012年 | 電影短片《幸福事務所》                              | 導演                 |                        | |
| 2013年 | 微電影《新家人關係》                                | 男主角               |                        | |
| 2013年 | 電視連續劇《愛的生存之道》                          | 配角                 |                        | |
| 2013年 | 微電影作品《老牛情深》                              | 導演                 |                        | |
| 2013年 | 微電影作品《小農家》                                | 導演                 |                        | （雲林縣農博） |
| 2013年 | 微電影作品《思念最前線》                            | 導演                 |                        | 連江縣政府） |
| 2014年 | 電視連續劇《你照亮我星球》                          | 配角                 |                        | |
| 2015年 | 客家電視台連續劇《出境事務所》                      | 配角                 |                        | |
| 2015年 | 電視連續劇《必娶女人》                              | 配角                 |                        | |
| 2015年 | 電視連續劇《哇！陳怡君》                            | 配角                 |                        | |
| 2017年 | 電視連續劇《花甲男孩轉大人》                        | 客串                 |                        | 秘書長一角 |
| 2017年 | 電影《花甲大人轉男孩》                              | 客串                 |                        | 繁星鄉立法委員候選人一角 |
| 2019年 | 客家電視台連續劇《日據時期的十種生存方式》          | 客串                 |                        | 秦得參父親一角 |
| 2019年 | 公視台語台《自由的向望》                            | 客串                 |                        | 飾演陳智雄 |
| 2020年 | 電影《刻在你心底的名字》                            | 客串                 |                        | 甲班老師 |
| 2022年 | 公視台語台《阿媽》                                  | 客串                 |                        | |
| 2022年 | 短片《陀陀》                                        | 客串                 |                        | |
| 2022年 | 公視、MyVideo、台視電視劇《茁劇場－滴水的推理書屋》 | 客串                 |                        | 飾演穆青爸 |
| 2024年 | 短片《發財車》                                      | 男主角               |                        | |
| 2024年 | 電視劇《幸福房屋事件簿》                            | 客串                 |                        | 飾演廖教授 |
| 2024年 | 電視電影《客家電影院─唱歌給你聽》                   | 導演、編劇、客串     |                        | |
| 2024年 | 電影《白衣蒼狗》                                    | 客串                 |                        | 飾演黑幫大哥泰哥 |
| 2025年 | 電視劇《零日攻擊》                                  | 配角                 |                        | 飾演前任總統宋崇仁 |

## 獲獎獎項及演出
- 2004年獲獎：紀錄片《家》（16mm）導演入圍第41屆金馬獎最佳紀錄片。
- 2005年獲獎：製作公視《甜甜的所在》紀錄片，獲金鐘獎人文紀實節目獎。
- 2007年獲獎：導演電影短片《泰雅千年》(HD)獲美國第41屆休士頓國際影展白金獎、北京國際青年電影節、莫斯科人類學影展邀請參展。
- 2009年獲獎：電影《不能沒有你》(35mm)獲第11屆台北電影節最佳男主角、第10屆中國華語傳媒大獎最佳男主角、入圍第46屆金馬獎最佳新人、最佳男主角、最佳原著劇本創作、第一屆澳門國際電影節最佳男主角。劇本《不能沒有你》獲第46屆金馬獎最佳原著電影劇本。
- 2010年獲獎：電視電影《我的爸爸是流氓》入圍第45屆金鐘獎最佳男主角、導演記錄短片《溪水濁》獲文建會地方影像優等獎、南瀛獎最佳紀錄片、入選南方影展。 劇場：演出國家實驗劇場王墨林導演舞台劇《荒原》男主角演出。
- 2011年獲獎：導演電影長片《靈魂的旅程》入圍23屆新加坡電影節、第12屆台北電影節、第59屆德國曼漢姆國際影展競賽片、第41屆印度加爾各達國際影展、第5屆波蘭華沙五味影展。 劇場：演出日本導演鈴木忠志《茶花女》父親一角，台灣國家戲劇院年度旗艦計畫、日本靜岡劇場藝術節。 演出：民視連續劇《我可能不會愛你》孟老師一角、李安導演電影《Life of Pi》（少年pi的奇幻旅程）船員一角、公視連續劇《瑰寶1949》女主父親雄哥一角。 劇場：演出鍾喬導演劇場《台北歌手》男主角呂石堆、幽靈一角
- 2012年獲獎：導演電影《靈魂的旅程》入選第12屆義大利台灣電影節、英國愛丁堡台灣電影節、印度甘地亞納影展。導演電影短片《南國日和》獲選日本福岡影展台灣電影主題展、澳門國際旅遊展。導演紀錄短片《蕉農古德福》獲選高雄電影節「新台風」專題、高雄市立歷史博物館收藏作品旗山文物展。 演出：八大電視《原來愛，就是甜蜜》徐以春一角、演出電影《真愛一百天》女主角父親。
- 2013年劇本：創作《自由時代》入圍文化部第41屆優良劇本獎。 獲獎：導演劇情短片《南國日和》美國休士頓影展最佳劇情片白金獎、導演劇情短片《蚵男，不難》第一屆台灣微電影大賽專業組佳作。 演出：電影《對面女孩殺過來》男主父親一角。 評審：第五十屆金鐘獎戲劇類評審。
- 2014獲獎 ：導演短片《蚵男，不難》獲選第二屆中國杭州國際微電影節最佳影片「金桂花獎」。 演出：八大《愛的生存之道》女主角蕾爸一角、東森連續劇《必娶女人》女主父親蔡宏立、客家電視台《出境事務所》胖哥、 劇場：演出劇場「盜火劇團」謝東寧導演《買四送一》科學家一角。
- 2015演出： TVBS《哇！陳怡君》蚵農一角。
- 2016導演：紀錄片作品《此後》
- 2017獲獎：紀錄片作品《此後》入圍TIDF台灣國際紀錄片雙年獎第14屆競賽類、新加坡國際影展紀錄片組競賽類。
- 2019獲獎：作品《深港茶行》獲文化部108年度國產電影片及故事劇本開發優選補助。
- 2020導演：公共電視《真世代小小江湖》紀錄片導演。 演出：電影《刻在你心底的名字》甲班導師一角。
- 2022獲獎：劇本《深港茶行》獲文化部第44屆優良劇本獎。 演出：公視電視電影《阿媽》徐父一角、三立影集《滴水的推理書屋》刑警父親。
- 2024獲獎 : 導演‧編劇電視電影[[《唱歌給你聽》8項入圍第59屆金鐘獎，入圍最佳電視電影獎、最佳導演、最佳男主角、最佳女配角、最佳攝影、最佳配樂、最佳燈光、最佳剪輯。入圍第二十二屆西班牙加泰隆尼亞國際影視內容節影展最佳劇情類電視電影類，亦為今年唯一入圍的亞洲作品。https://www.zoomfestival.org/portfolio-item/shape-of-love

## 外部連結
- Akira Chen 陳文彬的Facebook專頁
- 陳文彬的Facebook專頁
- 陳文彬Akira的新浪微博
- 陳文彬在互联网电影资料库（IMDb）上的資料（英文）（英文）
- 在AllMovie上陳文彬的頁面（英文）
- 陳文彬在香港影庫上的簡介
- 陳文彬在豆瓣上的资料（简体中文）
- 陳文彬在时光网上的簡介（简体中文）